# 南京国際青年文化中心

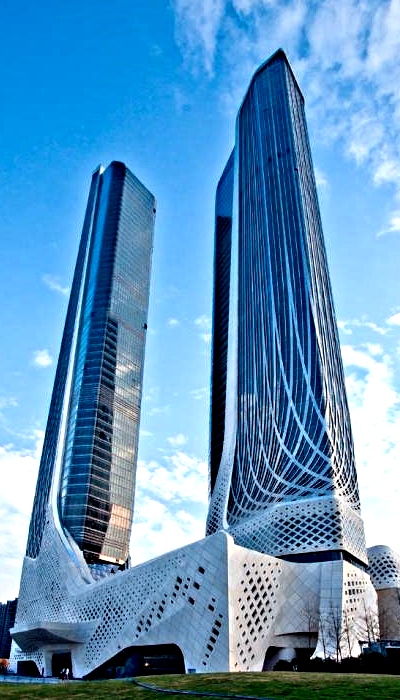
南京国際青年文化中心

南京国際青年文化中心（中国語:南京国际青年文化中心）は、中華人民共和国江蘇省南京市にある超高層ビルである。

## 概要
高さ314m（68階建て）と高さ255m（61階建て）の超高層ビルで構成される。2012年に着工、2015年に竣工した。
南京ユースオリンピックに合わせ建設された。南京青奥中心とも呼ばれる。
設計者はザハ・ハディッド。高級ホテルジュメイラ南京が開業している。
2020年に貴陽に貴陽国際貿易中心（花果園双子塔）が誕生するまでは中国国内で最も高いツインタワーであった。